# Onthophagus ibex
Onthophagus ibex là một loài bọ cánh cứng trong họ Bọ hung (Scarabaeidae).